# Gran Premio motociclistico d'Olanda 1977
Il Gran Premio motociclistico d'Olanda fu l'ottavo appuntamento del motomondiale 1977.
Si svolse sabato 25 giugno 1977 sul circuito di Assen, e corsero tutte le classi.
In 500 fece sensazione la vittoria di Wil Hartog, che riuscì a sconfiggere (grazie alla pista umida) Barry Sheene. Per Hartog fu la prima vittoria iridata (e la prima di un olandese nella mezzo litro).
Vittoria di Kork Ballington in 350 davanti ai francesi Michel Rougerie e Patrick Fernandez.
Dominio Kawasaki in 250: primo Mick Grant e terzo Barry Ditchburn; tra di loro si inserì Franco Uncini con l'Harley-Davidson ora dotata di un telaio realizzato dallo specialista olandese Nico Bakker.
Pier Paolo Bianchi cadde mentre si trovava in testa alla gara della 125; il riminese riuscì a ripartire per terminare nono a oltre due minuti dal vincitore Ángel Nieto. Lo spagnolo vinse anche in 50.
Nei sidecar ritorno alla vittoria per Rolf Biland; ritirato George O'Dell.

## Classe 500
30 piloti alla partenza, 18 al traguardo.

### Arrivati al traguardo

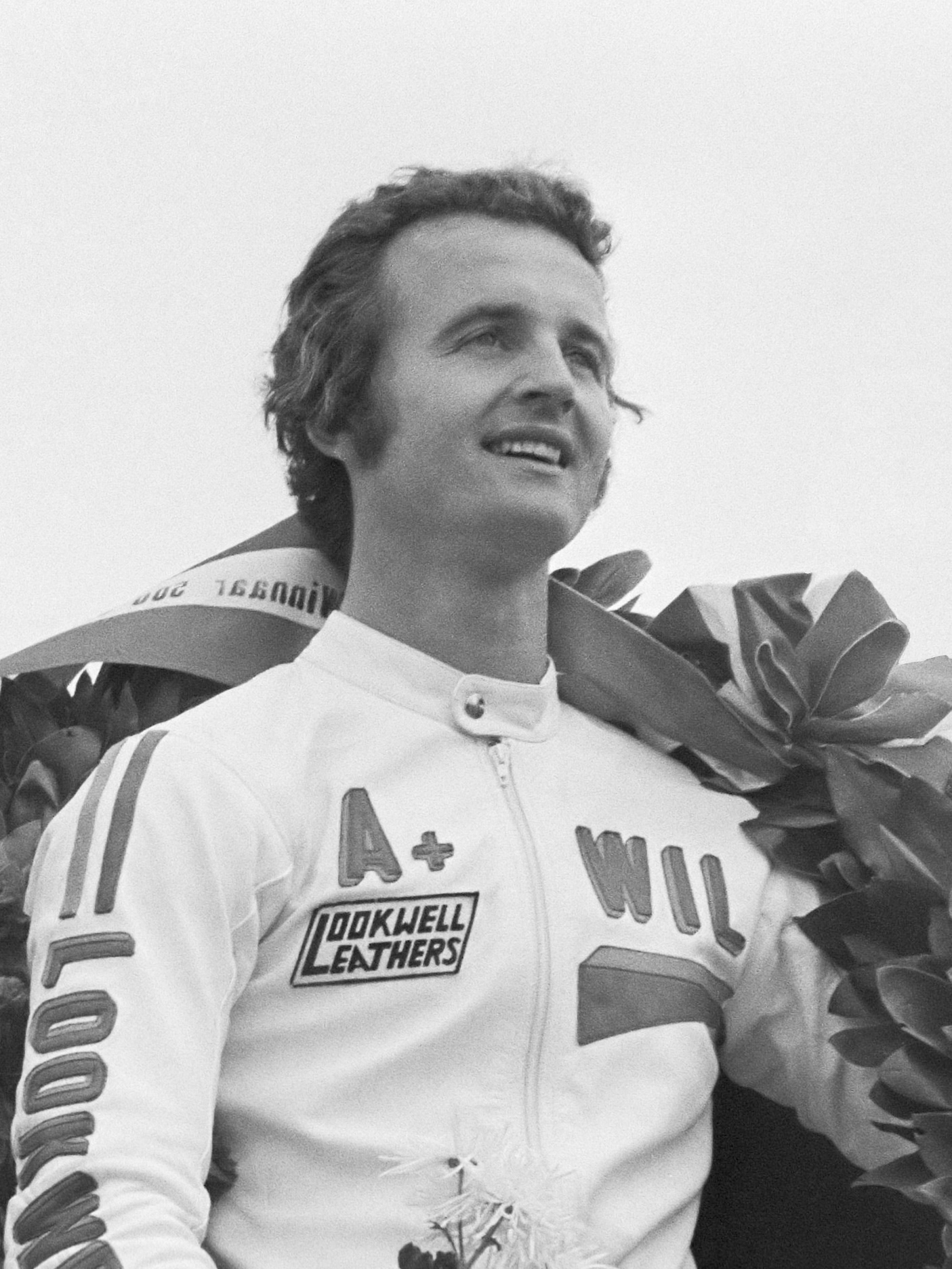
Il vincitore della 500 Wil Hartog sul podio

| Pos | Pilota              | Moto   | Tempo     | Punti |
| --- | ------------------- | ------ | --------- | ----- |
| 1   | Wil Hartog          | Suzuki | 52' 35" 4 | 15    |
| 2   | Barry Sheene        | Suzuki | +5" 9     | 12    |
| 3   | Pat Hennen          | Suzuki | +10" 5    | 10    |
| 4   | Philippe Coulon     | Suzuki | +10" 9    | 8     |
| 5   | Steve Baker         | Yamaha | +11" 6    | 6     |
| 6   | Marco Lucchinelli   | Suzuki | +12" 1    | 5     |
| 7   | Teuvo Länsivuori    | Suzuki | +18" 2    | 4     |
| 8   | Michel Rougerie     | Suzuki | +20" 3    | 3     |
| 9   | Armando Toracca     | Suzuki | +21" 7    | 2     |
| 10  | Virginio Ferrari    | Suzuki | +36" 2    | 1     |
| 11  | Jack Middelburg     | Suzuki | +55" 4    |       |
| 12  | John Newbold        | Suzuki | +1' 21" 7 |       |
| 13  | Gianni Rolando      | Suzuki | +1' 46" 8 |       |
| 14  | Warren Willing      | Yamaha | +2' 34" 9 |       |
| 15  | Leslie van Breda    | Suzuki | +3' 02" 8 |       |
| 16  | Jean-Philippe Orban | Suzuki | +1 giro   |       |
| 17  | Max Wiener          | Suzuki | +1 giro   |       |
| 18  | Piet van der Wal    | Yamaha | +1 giro   |       |

### Ritirati
| Pilota            | Moto   | Motivo ritiro |
| ----------------- | ------ | ------------- |
| Gianfranco Bonera | Suzuki |               |
| Christian Estrosi | Suzuki | caduta        |
| Giacomo Agostini  | Yamaha |               |
| Franz Rau         | Suzuki |               |
| Karl Auer         | Suzuki |               |
| Willem Zoet       | Suzuki |               |
| Helmut Kassner    | Suzuki |               |
| Steve Parrish     | Suzuki |               |
| Børge Nielsen     | Suzuki |               |
| John Williams     | Suzuki |               |
| Stu Avant         | Suzuki |               |

### Non partiti
| Pilota        | Moto   |
| ------------- | ------ |
| Dave Potter   | Suzuki |
| Marcel Ankoné | Suzuki |

### Non qualificati
| Pilota        | Moto   |
| ------------- | ------ |
| Jack Findlay  | Suzuki |
| Bosse Granath | Suzuki |
| Alex George   | Suzuki |
| Rob Bron      | Suzuki |

## Classe 350
30 piloti alla partenza, 19 al traguardo.

### Arrivati al traguardo
| Pos | Pilota              | Moto          | Tempo     | Punti |
| --- | ------------------- | ------------- | --------- | ----- |
| 1   | Kork Ballington     | Yamaha        | 49' 25" 3 | 15    |
| 2   | Michel Rougerie     | Yamaha        | +1" 2     | 12    |
| 3   | Patrick Fernandez   | Yamaha        | +1" 7     | 10    |
| 4   | Tom Herron          | Yamaha        | +3" 7     | 8     |
| 5   | Franco Uncini       | Bakker-HD     | +39" 1    | 6     |
| 6   | Jon Ekerold         | Yamaha        | +1' 00" 4 | 5     |
| 7   | Olivier Chevallier  | Yamaha        | +1' 07" 7 | 4     |
| 8   | Walter Villa        | Bakker-HD     | +1' 10" 9 | 3     |
| 9   | Alan North          | Yamaha        | +1' 21" 2 | 2     |
| 10  | Patrick Pons        | Yamaha        | +1' 22" 1 | 1     |
| 11  | Jack Middelburg     | Yamaha        | +1' 27" 9 |       |
| 12  | Chas Mortimer       | Maxton-Yamaha | +1' 31" 2 |       |
| 13  | Helmut Kassner      | Yamaha        | +1' 32" 5 |       |
| 14  | Jean-François Baldé | Yamaha        | +1' 32" 6 |       |
| 15  | Eddie Roberts       | Maxton-Yamaha | +1' 48" 1 |       |
| 16  | Børge Nielsen       | Yamaha        | +2' 30" 5 |       |
| 17  | Walter Hoffmann     | Yamaha        | +2' 40" 4 |       |
| 18  | Karl Auer           | Yamaha        | +2' 49" 3 |       |
| 19  | Rob Bron            | Yamaha        | +2 giri   |       |

### Ritirati
| Pilota            | Moto              | Motivo ritiro      |
| ----------------- | ----------------- | ------------------ |
| Mario Lega        | Bakker-Morbidelli | caduta             |
| Vic Soussan       | Yamaha            |                    |
| Christian Sarron  | Yamaha            |                    |
| Bernard Fau       | Yamaha            |                    |
| Pekka Nurmi       | Yamaha            |                    |
| Giacomo Agostini  | Yamaha            | rottura del motore |
| Tapio Virtanen    | Yamaha            |                    |
| John Weeden       | Yamaha            |                    |
| John Newbold      | Yamaha            |                    |
| Takazumi Katayama | Yamaha            | rottura del motore |
| Pentti Korhonen   | Yamaha            |                    |

### Non qualificati
| Pilota              | Moto   |
| ------------------- | ------ |
| Etienne Geeraerdt   | Yamaha |
| Franz Rau           | Yamaha |
| Piet van der Wal    | Yamaha |
| Kees van der Kruijs | Yamaha |
| Max Wiener          | Yamaha |
| Alex George         | Yamaha |
| Vinicio Salmi       | Yamaha |
| Jack Findlay        | Yamaha |

## Classe 250
30 piloti alla partenza, 20 al traguardo.

### Arrivati al traguardo
| Pos | Pilota             | Moto       | Tempo     | Punti |
| --- | ------------------ | ---------- | --------- | ----- |
| 1   | Mick Grant         | Kawasaki   | 47' 46" 8 | 15    |
| 2   | Franco Uncini      | Bakker-HD  | +8" 6     | 12    |
| 3   | Barry Ditchburn    | Kawasaki   | +13" 2    | 10    |
| 4   | Walter Villa       | Bakker-HD  | +17" 8    | 8     |
| 5   | Mario Lega         | Morbidelli | +19" 2    | 6     |
| 6   | Takazumi Katayama  | Yamaha     | +25" 5    | 5     |
| 7   | Jon Ekerold        | Yamaha     | +37" 5    | 4     |
| 8   | Pentti Korhonen    | Yamaha     | +45" 3    | 3     |
| 9   | Philippe Bouzanne  | Yamaha     | +1' 09" 6 | 2     |
| 10  | Tom Herron         | Yamaha     | +1' 21" 2 | 1     |
| 11  | Olivier Chevallier | Yamaha     | +1' 24" 4 |       |
| 12  | Patrick Pons       | Yamaha     | +1' 28" 3 |       |
| 13  | Pekka Nurmi        | Yamaha     | +1' 31" 7 |       |
| 14  | Aldo Nannini       | Yamaha     | +1' 46" 2 |       |
| 15  | Masahiro Wada      | Kawasaki   | +1' 46" 5 |       |
| 16  | Warren Willing     | Yamaha     | +2' 08" 1 |       |
| 17  | Hans Müller        | Yamaha     | +2' 32" 3 |       |
| 18  | Michel Frutschi    | Yamaha     | +2' 46" 9 |       |
| 19  | Leif Gustafsson    | Yamaha     | +2' 47" 9 |       |
| 20  | Albert Siegers     | Yamaha     | +1 giro   |       |

### Ritirati
| Pilota              | Moto          | Motivo ritiro |
| ------------------- | ------------- | ------------- |
| Alan North          | Yamaha        |               |
| Kork Ballington     | Yamaha        |               |
| Jean-François Baldé | Yamaha        |               |
| Vic Soussan         | Yamaha        |               |
| Patrick Fernandez   | Yamaha        |               |
| Bert Struyk         | Yamaha        |               |
| Chas Mortimer       | Maxton-Yamaha |               |
| Anton Mang          | Yamaha        |               |
| Harald Bartol       | Yamaha        |               |
| Christian Sarron    | Yamaha        |               |

### Non partiti
| Pilota       | Moto       |
| ------------ | ---------- |
| Paolo Pileri | Morbidelli |
| John Dodds   | Yamaha     |

### Non qualificati
| Pilota              | Moto   |
| ------------------- | ------ |
| Kees van der Kruijs | Yamaha |
| Henk van Kessel     | Yamaha |
| Jan van Disseldorf  | Yamaha |
| Vinicio Salmi       | Yamaha |

## Classe 125
30 piloti alla partenza, 23 al traguardo.

### Arrivati al traguardo
| Pos | Pilota                 | Moto       | Tempo     | Punti |
| --- | ---------------------- | ---------- | --------- | ----- |
| 1   | Ángel Nieto            | Bultaco    | 46' 29" 1 | 15    |
| 2   | Harald Bartol          | Morbidelli | +51" 8    | 12    |
| 3   | Gert Bender            | Bender     | +1' 03" 6 | 10    |
| 4   | Anton Mang             | Morbidelli | +1' 04" 0 | 8     |
| 5   | Jean-Louis Guignabodet | Morbidelli | +1' 17" 2 | 6     |
| 6   | Stefan Dörflinger      | Morbidelli | +1' 24" 1 | 5     |
| 7   | Horst Seel             | Seel       | +1' 26" 0 | 4     |
| 8   | Juliaan Vanzeebroeck   | Morbidelli | +2' 00" 1 | 3     |
| 9   | Pier Paolo Bianchi     | Morbidelli | +2' 01" 6 | 2     |
| 10  | Matti Kinnunen         | Morbidelli | +2' 02" 0 | 1     |
| 11  | Hans Müller            | Morbidelli | +2' 03" 2 |       |
| 12  | Walter Koschine        | Morbidelli | +2' 08" 4 |       |
| 13  | Cees van Dongen        | Morbidelli | +2' 31" 3 |       |
| 14  | Theo van Geffen        | Morbidelli | +2' 40" 9 |       |
| 15  | Johann Parzer          | Morbidelli | +2' 44" 5 |       |
| 16  | Thierry Noblesse       | Morbidelli | +2' 45" 1 |       |
| 17  | Jan Huberts            | Morbidelli | +2' 48" 2 |       |
| 18  | Mar Schouten           | Morbidelli | +3' 05" 9 |       |
| 19  | Roel Cornelis          | Morbidelli | +3' 30" 0 |       |
| 20  | Luigi Rinaudo          | Morbidelli | +3' 30" 2 |       |
| 21  | Hans Hallberg          | Morbidelli | +1 giro   |       |
| 22  | Peter van Niel         | Morbidelli | +1 giro   |       |
| 23  | Hans-Jürgen Hummel     | Morbidelli | +1 giro   |       |

### Ritirati
| Pilota            | Moto       | Motivo ritiro |
| ----------------- | ---------- | ------------- |
| Eugenio Lazzarini | Morbidelli |               |
| Jan Ubels         | Buton      |               |
| Pierre Cecchini   | Maico      |               |
| Henk van Kessel   | Condor     |               |
| Leif Gustafsson   | Morbidelli |               |
| Patrick Plisson   | Morbidelli |               |
| Bert Klaassens    | Yamaha     |               |

### Non qualificati
| Pilota        | Moto       |
| ------------- | ---------- |
| Alfred Schmid | Morbidelli |

## Classe 50
29 piloti alla partenza, 16 al traguardo.

### Arrivati al traguardo
| Pos | Pilota                 | Moto           | Tempo     | Punti |
| --- | ---------------------- | -------------- | --------- | ----- |
| 1   | Ángel Nieto            | Bultaco        | 32' 29" 8 | 15    |
| 2   | Ricardo Tormo          | Bultaco        | +26" 9    | 12    |
| 3   | Herbert Rittberger     | Kreidler       | +48" 9    | 10    |
| 4   | Eugenio Lazzarini      | Kreidler       | +56" 4    | 8     |
| 5   | Stefan Dörflinger      | Kreidler       | +58" 6    | 6     |
| 6   | Patrick Plisson        | ABF            | +1' 19" 7 | 5     |
| 7   | Wolfgang Müller        | Kreidler       | +1' 51" 0 | 4     |
| 8   | Hagen Klein            | Kreidler       | +1' 51" 1 | 3     |
| 9   | Hans-Jürgen Hummel     | Kreidler       | +2' 21" 4 | 2     |
| 10  | Peter Looijesteijn     | Kreidler       | +2' 21" 5 | 1     |
| 11  | Ingo Emmerich          | Kreidler       | +2' 28" 7 |       |
| 12  | Ton Kooyman            | Hemeyla        | +2' 40" 9 |       |
| 13  | Theo van Geffen        | GVS            | +2' 51" 0 |       |
| 14  | Günter Schirnhofer     | Kreidler       | +3' 01" 2 |       |
| 15  | Pierre Dumont          | Kreidler       | +3' 02" 2 |       |
| 16  | Jean-Louis Guignabodet | UFO-Morbidelli | +3' 20" 6 |       |

### Ritirati
| Pilota           | Moto     | Motivo ritiro |
| ---------------- | -------- | ------------- |
| Juup Bosman      | Kreidler |               |
| Engelbert Kip    | Kreidler |               |
| Rudolf Kunz      | Kreidler |               |
| Henk Wevers      | Kreidler |               |
| Gerrit Strikker  | Kreidler |               |
| Theo Timmer      | Kreidler |               |
| Joaquín Galí     | Bultaco  |               |
| Hans Knoppers    | Kreidler |               |
| Ramón Galí       | Derbi    |               |
| Benjamin Laurent | Kreidler |               |
| Walter Däuwel    | Kreidler |               |
| Cees van Dongen  | Kreidler |               |
| Jacky Hutteau    | ABF      |               |

### Non qualificati
| Pilota               | Moto     |
| -------------------- | -------- |
| Juliaan Vanzeebroeck | Kreidler |

## Classe sidecar
Per le motocarrozzette si trattò della 173ª gara effettuata dall'istituzione della classe nel 1949; si sviluppò su 14 giri, per una percorrenza di 108,060 km.
Pole position di Rolf Biland/Williams (Seymaz-Yamaha) in 3' 09" 2; lo stesso equipaggio fece segnare anche il giro più veloce in 3' 10" 5.
25 equipaggi alla partenza, 14 al traguardo.

### Arrivati al traguardo
| Pos | Pilota            | Passeggero                | Moto          | Tempo     | Punti |
| --- | ----------------- | ------------------------- | ------------- | --------- | ----- |
| 1   | Rolf Biland       | Williams                  | Schmid-Yamaha | 45' 12" 4 | 15    |
| 2   | Alain Michel      | Gérard Lecorre            | GEP-Yamaha    | +14" 5    | 12    |
| 3   | Werner Schwärzel  | Andreas Huber             | ARO-Fath      | +1' 00" 6 | 10    |
| 4   | Göte Brodin       | Per-Erik Wickström        | Windle-Yamaha | +1' 22" 2 | 8     |
| 5   | Bruno Holzer      | Karl Meierhans            | LCR-Yamaha    | +1' 23" 7 | 6     |
| 6   | Dick Greasley     | Mick Skeels               | Windle-Yamaha | +1' 41" 7 | 5     |
| 7   | Hermann Schmid    | Martial Jean-Petit-Matile | Schmid-Yamaha | +1' 58" 8 | 4     |
| 8   | Cees Smit         | Jan Smit                  | König         | +2' 09" 0 | 3     |
| 9   | Helmut Schilling  | Rainer Gundel             | Schmid-Yamaha | +2' 19" 0 | 2     |
| 10  | Malcolm Hobson    | Stuart Collins            | Windle-Yamaha | +2' 46" 0 | 1     |
| 11  | Siegfried Schauzu | Lorenzo Puzo              | Schmid-Yamaha | +3' 04" 3 |       |
| 12  | Max Venus         | Norbert Bittermann        | Eckl-König    | +3' 12" 4 |       |

### Ritirati
| Pilota        | Passeggero    | Moto          | Motivo ritiro |
| ------------- | ------------- | ------------- | ------------- |
| George O'Dell | Cliff Holland | Seymaz-Yamaha |               |

## Fonti e bibliografia
- (EN) Chris Carter (a cura di), Motocourse 1977-78, Richmond, Surrey, Hazleton Securities Ltd, 1977,  p. 95, ISBN 0-905138-04-X.